# Jeannette Virginia Lincoln
Jeannette Virginia Lincoln (Ames, Iowa, 7 de septiembre de 1915 - Boulder, Colorado, 1 de agosto de 2003) fue una física estadounidense.
Trabajó en la propagación de ondas de radio y participó en el desarrollo de un método de predicción de la actividad solar y las manchas solares, que continúa siendo usado hoy en día. 

## Vida personal
Era hija de Rush B. Lincoln (1881-1977), General de División de las Fuerzas Aéreas de Estados Unidos, y de Jeannette Bartholomew-Lincoln (1882-1986), profesora de química en la Universidad Estatal de Iowa. Tenía un hermano, Rush B. Lincoln Jr. (1910-2002).
Su padre era descendiente directo de un hermano del presidente Abraham Lincoln, y su abuelo luchó en la Guerra Civil como capitán del Ejército Confederado. Todo ello, y el vivir en varias bases militares -vivió con sus padres hasta la muerte de éstos-, hizo que Lincoln desarrollara un fuerte carácter asertivo y una gran capacidad para la resolución de problemas.
Tras ser trasladado su padre a Boston, inició sus estudios en el prestigioso colegio Dana Hall en Wellesley (Massachusetts). Más tarde se graduó en Física en la Wellesley College, y posteriormente logró una maestría en Física Aplicada en la Universidad Estatal de Iowa, en 1938.
A partir de 1936, y mientras completaba sus estudios, fue instructora de electrodomésticos en la Universidad de Iowa, instruyendo a la gente en el manejo de los nuevos aparatos que se incorporaban a sus casas.
Tras jubilarse en 1980, se dedicó a dos de sus pasatiempos favoritos: el golf y viajar por el mundo. Lincoln falleció en Boulder, por causas naturales. Sus memorias, Mi vida ocupada: cómo nunca dejé de disfrutarla. están disponibles en la Biblioteca Carnegie de Historia Local de Boulder. 

## Carrera profesional
Al parecer Lincoln se empezó a interesar por la física, tras escoger un curso de esta asignatura en lugar de uno de historia, durante sus estudios en Dana Hall.
Durante la Segunda Guerra Mundial, la demanda de físicos era alta, y, por recomendación de un profesor de Wellesley, Lincoln se incorporó a un curso de propagación de ondas de radio en Harvard. Tras ello, en septiembre de 1943, se incorporó al Laboratorio Central de Radio Propagación (CRPL, siglas en inglés de Central Radio Propagation Laboratory), perteneciente al National Bureau of Standards de Estados Unidos.
Durante 1949 participó en la creación del método McNish-Lincoln de predicción de la actividad solar mediante el análisis estadístico de ciclos de comportamiento.
En 1954 se trasladó a Boulder, Colorado, junto con la CRPL. Allí continuaría trabajando en la pronosticación de tormentas solares y en la elaboración de mapas de contorno de predicción ionosférica mensuales.
El año 1958 fue la única mujer (entre más de 50 científicos) en la delegación oficial estadounidense que acudió a Moscú a la reunión del Año Geofísico Internacional. No pudo dejar de observar, y comentar a su vuelta a casa, la gran diferencia con la delegación soviética, en la que hubo una mucho mayor participación femenina.
En 1959 fue nombrada Jefa Adjunta de los Servicios de Alerta por Radio del Laboratorio Central de Propagación de Radio, convirtiéndose así en la primera mujer al mando de una sección en una oficina federal.
A partir de 1966 abandonó la previsión para dedicarse a la recopilación y análisis de datos, como directora del Centro Mundial de Datos de Física Solar Terrestre y jefa de la División de Física Solar Terrestre del Centro Nacional de Datos Geofísicos y Solares Terrestres de la NOAA.
Entre 1962 y 1979 fue relatora en inglés del Grupo de Estudio 6 del Comité Consultivo Internacional de Radiocomunicaciones sobre propagación ionosférica, y relatora de índices geomagnéticos para la Asociación Internacional de Geomagnetismo y Aeronomía de 1963 a 1966. En 1973 recibió la Medalla de Oro por Servicios Distinguidos del Departamento de Comercio de los Estados Unidos.
En el año 2000 fue incluida en el Salón de la Fama de Mujeres de Colorado.